# Meiendorfer-Weg-Graben
Der Meiendorfer-Weg-Graben ist ein Graben in Hamburg-Volksdorf und Meiendorf (Hamburg-Rahlstedt) und Nebenfluss des Deepenhorngrabens.
Er verläuft entlang des Meiendorfer Weges.